# ماپل گروو (کامیونیتی)، ویسکانسین
ماپل گروو (به انگلیسی: Maple Grove) یک منطقهٔ مسکونی در ایالات متحده آمریکا است که در شهرستان منیواک، ویسکانسین واقع شده‌است. ماپل گروو ۲۷۴٫۰۲ متر بالاتر از سطح دریا واقع شده‌است.